# Flauta dolça

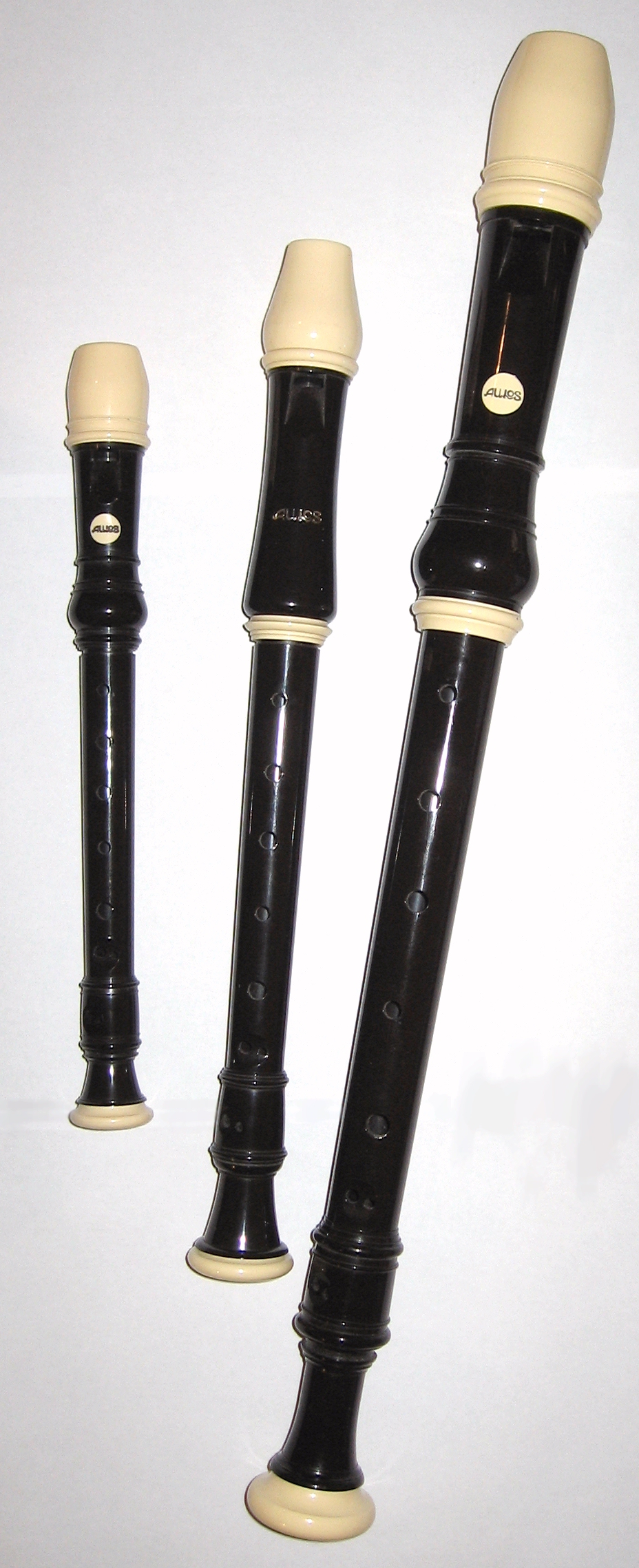
Diversos tipus de flautes dolces.

La flauta dolça, flabiol o flauta de bec és un instrument de vent d'origen molt antic. Tradicionalment sempre s'havia fet de fusta fins al segle xx quan se'n van fabricar també en plàstics. El so es produeix quan el buf de l'intèrpret arriba a l'orifici on hi ha el bisell o trencavent, un mecanisme emprat per altres instruments de bisell com ara l'orgue o el flabiol. Té un so és extraordinàriament clar i dolç, en part degut a la manca d'harmònics superiors (acústica musical) i al predomini d'harmònics imparells en el so.

## Història[calcitació]

### Època medieval
Parlar d'instrumentació en la música medieval continua sent difícil per la poca documentació disponible. Gustav Reese, gran estudiós de la música medieval, diu que durant els segles xii i xiii hi havia flautes de bec de sis forats. En aquest sentit pot ser de gran interès observar els instruments musicals que apareixen esculpits en els pòrtics medievals de Galícia: En un dels més cèlebres, el «Pòrtic de la Glòria» de la Catedral de Santiago de Compostel·la no hi apareix cap mena d'instrument de vent. En els pòrtics medievals de Puerto Marín i de la Catedral d'Ourense, López Calo hi vol veure dos vells tocant flauta doble, però és certament difícil de determinar si es tracta realment de flautes o d'un altre tipus d'instrument de vent. Certament, la flauta dolça és un instrument de concepció suficientment senzilla com per pensar que ja existia des de molt abans del segle xiv.
Més enllà de les primeres representacions iconogràfiques de la flauta de bec (amb 8 forats) que, segons defensa el musicòleg Anthony Rowland-Jones, són catalanes i venen del taller del germans Serra de Barcelona, segurament de Pere Serra, i que són dues representacions de la Mare de Déu amb el nen i 6 àngels músics pintats vora el 1390 i que apareix en el retaule de l'església de Santa Clara que s'exposa al MNAC de Barcelona i en un retaule del Monestir de Sant Cugat del Vallès, afortunadament també existeixen dos exemplars de valor organogràfic incalculable que lògicament ens poden dir més que centenars de testimonis iconogràfics en els quals quasi mai es pot veure amb certesa de quin instrument es tracta. Aquestes dues flautes medievals que han sobreviscut al pas dels segles són les famoses de "Dordrecht" i de "Würzburg".
La flauta de Dordrecht es conserva actualment al Gemeentemuseum de la Haia, es va trobar el 1940 al poble holandès de Dordrecht. La flauta va aparèixer en un bon estat de conservació malgrat el temps passat enterrada en el fang de la fossa d'un castell, que fou habitat entre el 1335 i el 1418. Es tracta d'un instrument bastant evolucionat i no molt diferent de les flautes del Renaixement. És un instrument fet amb fusta d'arbre fruiter (om o pruner) d'una allargada de 29 cm amb un tub extraordinàriament estret. La flauta té el forat '0' (al darrere) i 8 forats al davant; el darrer és doble, fet usual a l'època i que permetia invertir la posició de les mans, així el forat que no s'emprava es podia tapar amb cera. La flauta pràcticament no sona exceptuant alguns sons greus, però les còpies fidels que s'han fet ens indiquen que es tracta d'un instrument de sonoritat aspra i forta, amb una extensió que supera les dues octaves que s'aconseguien amb postures similars a les que descriuria Sebastian Virdung el 1511. Estem davant d'una flauta soprano en do amb un diapasó extraordinàriament alt, quasi un semitò per sobre de l'actual, és a dir, un diapasó molt proper al que s'utilitzava en bastants països durant el Renaixement. La forma de la flauta de Dordrecht revela que el pavelló i l'embocadura eren d'un altre material. possiblement de banya o d'os. Malgrat estar incompleta aquesta flauta de Dordrecht representa un tipus d'instrument, sinó típic, si almenys habitual en els segles XIII, XIV i xv.

### Segles posteriors
La flauta de bec va ser popular a l'edat mitjana, però va declinar a mitjan segle xviii a favor d'altres instruments de vent, com particularment la flauta travessera, tot i que també l'oboè i el clarinet. Durant el seu apogeu, el so de la flauta de bec s'associà tradicionalment amb les aus, els pastors, fets miraculosos, funerals, matrimonis i les escenes amoroses que es troben en la iconografia d'aquests temes. Tenim composicions per a flauta dolça, entre d'altres d'Henry Purcell, Johann Sebastian Bach, Georg Philipp Telemann, Georg Friedrich Handel i Antonio Vivaldi, senyal de la seva popularitat.
La flauta de bec va tornar a ser popular al segle xx, per a dues raons. La primera, de cara a la recuperació de la interpretació de la música històrica amb els instruments originals pels quals va ser escrita. La segona, per ser un instrument fàcil i molt idoni per a iniciar alumnes a la practica d'un instrument. Té un paper en la pedagogia musica desenvolupada per Carl Orff. Tot i això, el repertori de la flauta dolça s'ha redescobert i a més d'instrument pedagògic, grans intèrprets han tornat a l'instrument el prestigi perdut.
Fins al segle xviii, als països meridionals l'instrument es va anomenar de forma genèrica flauta (flauto, flute), a diferència de la flauta travessera que era anomenada amb el mot italià traverso. Finalment els dos instruments han acabat compartint el nom de flauta, el que crea un certa confusió pel que fa a la instrumentació original d'algunes composicions

## Família de les flautes de bec[calcitació]
A partir del Renaixement la flauta de bec, com la resta dels instruments de l'època, es construeix en famílies que s'assemblen la distribució tonal de la veu humana. Per aquest motiu existeixen flautes dolces de menys de quinze centímetres de longitud, fins a models de més de dos metres. Les més difoses i conegudes, però, són la flauta dolça soprano (instrument comú per a la iniciació musical), i la flauta dolça contralt. Tots els membres de la família, particularment les més agudes, tenen una tessitura de dues octaves i mitja, i estan afinades principalment en do o fa: 
- Exilent (o Garklein) - do₆
- Sopranino - fa₅
- Soprano - do₅
- Contralt - fa₄
- Tenor - do₄
- Baixa - fa₃
- Contrabaixa - do₃
- Gran Baixa (o sub baixa) - fa₂
- Sub gran baixa - Do₂
- Sub Contrabaixa - Fa1

Altres membres menys habituals de la família són: 
- Flauta contralt en sol. Usada ja al segle xvi i probablement emprada per Johann Sebastian Bach en el quart Concert de Brandenburg.
- Voice Flute, flute de voix o flauta tenor en re, amb la mateixa tonalitat bàsica que el traverso.
- Fourth Flute o flauta soprano en si bemoll.
- Sixth Flute o flauta soprano en re. Aquesta va ser popular al segle xviii entre d'altres en les obres dels compositors com Robert Woodcock o John Baston.